# Sonic Speed Simulator
Sonic Speed Simulator ist ein Free-to-play-3D-Jump-’n’-Run-Computerspiel des Videospieluniversums Sonic the Hedgehog, das von Gamefam entwickelt, sowie von Sega offiziell lizenziert wurde und am 16. April 2022 über die Plattform Roblox für PC, iOS, Android Xbox Series und Xbox One, sowie am 10. Oktober 2023 für PlayStation 5 und PlayStation 4 erschienen ist.
Im Vordergrund des Spiels steht das Manövrieren der Spielfigur, welche langsam zu laufen beginnt, jedoch durch die Vielzahl der in der Spielwelt befindlichen Gegenstände immer schneller und somit anspruchsvoller zu kontrollieren ist. Die Anzahl an verfügbaren Leveln und Charakteren wurde im Laufe der Zeit durch Updates kontinuierlich erweitert. Auch gilt Sonic Speed Simulator als das objektiv qualitativ beste, beliebteste und meistgespielte Videospiel auf der Plattform Roblox.

## Gameplay
In Sonic Speed Simulator übernimmt der Spieler wahlweise die Kontrolle über den blauen Igel Sonic oder nach erfolgreichem Freischalten wahlweise einen seiner Freunde oder Widersacher in einer offenen 3D-Jump-’n’-Run-Welt voller serientypischer Rennpisten, Loopings und Wege, auf denen sogenannte Chaos Orbs verteilt sind. Diese erhöhen beim Einsammeln die Erfahrungspunkte, kurz XP, welche die zunächst langsam laufende Spielfigur immer schneller rennen lässt. Dies beeinflusst das Erleben der Welt merklich: Kann man beispielsweise zu Beginn noch keine Loopings durchlaufen, erfolgt dies mit erhöhter Geschwindigkeit mühelos, während bei zu hoher Geschwindigkeit die Kontrolle zunehmend schwieriger wird. Werden kleinere Aufgaben oder zeitbasierende Herausforderungen absolviert, erhält man Fähigkeitenpunkte, welche man in permanente Upgrades investieren kann.
Auf der Oberwelt, der Green Hill Zone, sieht man wie auf der Plattform Roblox üblich, auch andere Spieler mit ihren jeweiligen Charakteren und Skins herumlaufen. Dort findet man auch Portale zu weiteren Leveln, die oft bereits aus populären Sonic-Spielen bekannt sind. In diesen durchläuft man in häufig präzisen Sprungpassagen die Abschnitte bis zum Ziel und sammelt dabei Ringe, welche wiederum neue Portale zu weiteren Leveln öffnen. Fällt man in einem dieser Level in einem Abgrund, wird man am letzten Checkpoint zurückgesetzt und kann es erneut versuchen, doch gesammelte XP werden zurückgesetzt und man startet wieder langsamer als zuvor. Zudem gibt es Legacy Races, Action Races und Drag Races, in denen man sich mit anderen Spielern in einem Level misst.
Für die unterschiedlichsten Anforderungen kann man eine Vielzahl von Charakteren freischalten, darunter bekannte Figuren der Sonic-Serie wie beispielsweise Tails, Knuckles, Amy, Shadow, Metal Sonic, Rouge, Cream, Big, Silver, Blaze oder Jet, jedoch insgesamt weit über 200 Charaktere und Skins, teils auch aus Medien wie der TV-Serie Sonic Prime oder dem Kinofilm-Universum wie Sonic the Hedgehog, oft auch saisonal beschränkt oder nur zeitlich begrenzt verfügbar.

### Level
Zur Erstveröffentlichung von Sonic Speed Simulator waren zunächst nur Green Hill und Lost Valley verfügbar, kurz darauf folgten mit Updates auch Emerald Hill und Hill Top. Mit der Zeit wurden weitere Level hinzugefügt, welche unten aufgeführt sind. Zudem kann man eine Special World namens Tornado Assault mit dem Aussehen von Green Hill erreichen und die sogenannte Race World.
Im Laufe der Entwicklung wurden die Zonen Emerald Hill, Chemical Plant, Lost Valley, Hill Top und Snow Valley entfernt oder durch bessere Revisionen ersetzt. Nachdem sich einige Spieler die früheren Version der ersetzten oder entfernten Level zurückwünschten, wurden diese mit Ausnahme von Snow Valley, welches entfernt blieb, zwar wieder in das Spiel eingebaut, jedoch nur betretbar unter extrem hohen Anforderungen zum Freischalten für die Spieler, was von der Spielerschaft mit gemischten Gefühlen aufgefasst wurde.
| Level in Sonic Speed Simulator | Level in Sonic Speed Simulator | Level in Sonic Speed Simulator                                               | Level in Sonic Speed Simulator        |
| Nr.                            | Welt                           | Ursprungsspiel                                                               | Zum Betreten erforderlich             |
| ------------------------------ | ------------------------------ | ---------------------------------------------------------------------------- | ------------------------------------- |
| 1                              | Green Hill                     | Sonic the Hedgehog (1991)                                                    | Von Beginn an verfügbar               |
| 2                              | Lost Valley                    | Sonic Forces                                                                 | 100.000 Ringe                         |
| 3                              | Emerald Hill                   | Sonic the Hedgehog 2                                                         | 300.000 Ringe                         |
| 4                              | New Yoke City                  | Sonic Prime                                                                  | 500.000 Ringe, 5 Team Mastery         |
| 5                              | Hill Top                       | Sonic the Hedgehog 2                                                         | 1.000.000 Ringe, 10 Team Mastery      |
| 6                              | Speed Jungle                   | Sonic Superstars                                                             | 3.000.000 Ringe, 15 Team Mastery      |
| 7                              | No Place                       | Sonic Prime                                                                  | 5.000.000 Ringe, 18 Team Mastery      |
| 8                              | Cyber Station                  | Sonic Superstars                                                             | 10.000.000 Ringe, 25 Team Mastery     |
| 9                              | Metal City Skatepark           | Sonic Riders                                                                 | 15.000.000 Ringe, 35 Team Mastery     |
| 10                             | City Escape                    | Sonic Adventure 2                                                            | 25.000.000 Ringe, 50 Team Mastery     |
| 11                             | Space Colony Ark               | Sonic Adventure 2 (Final Rush und Final Chase)                               | 30.000.000 Ringe, 50 Team Mastery     |
| 12                             | Radical Highway                | Sonic Adventure 2                                                            | 40.000.000 Ringe, 55 Team Mastery     |
| 13                             | Pumpkin Hill                   | Sonic Adventure 2                                                            | 50.000.000 Ringe, 60 Team Mastery     |
| 14                             | Autumn Forest                  | Sonic the Hedgehog 30th Anniversary Special (Comic von IDW Publishing, 2021) | 60.000.000 Ringe, 65 Team Mastery     |
| 15                             | Emerald Hill Classic           | Sonic the Hedgehog 2                                                         | 25.000.000 Ringe, 100 Team Mastery    |
| 16                             | Lost Valley Classic            | Sonic Forces                                                                 | 50.000.000 Ringe, 150 Team Mastery    |
| 17                             | Hill Top Classic               | Sonic the Hedgehog 2                                                         | 125.000.000 Ringe, 225 Team Mastery   |
| 18                             | Chemical Plant                 | Sonic the Hedgehog 2                                                         | 1.000.000.000 Ringe, 200 Team Mastery |

## Entwicklung
Die Idee eines Sonic-Spiels für die Plattform Roblox wurde von Joe Ferencz, dem CEO vom Gamefam, an Segas Chief Brand Officer Ivo Gerscovich herangetragen. Das Ziel sollte es sein, die Marke Sonic the Hedgehog auch bei dieser, zumeist jüngeren Spielerschaft auf Roblox populärer zu machen.
Laut dem Produzenten Brendan O'Brien von Gamefam war das Spiel nur drei Monate in Entwicklung, bis es veröffentlicht wurde. Bereits drei Tage vor dem Release konnte man am 13. April 2022 eine Beta-Version von Sonic Speed Simulator auf Roblox spielen, wenn man 50 Robux, die interne Währung der Plattform, dafür ausgab, ehe das Spiel kostenlos ab dem 16. April 2022 verfügbar war. Updates mit neuen Inhalten wurden regelmäßig auf den Social-Media-Kanälen oder offiziellen Livestreams wie den „Sonic Central“-Ausgaben präsentiert.

## Rezeption
Eurogamer lobte in seiner wertungsfreien Review zum Spiel die offene Spielwelt sowie das 3D-Spielgefühl und kritisierte die mangelnde Langzeitmotivation sowie ein unausgereiftes Belohnungssystem, was Sonic Speed Simulator jedoch dennoch zur wahrscheinlich ausgereiftesten Spieleerfahrung auf der Plattform Roblox mache.

„That said, the logic of progression or goals is a moot point when the actual traversal does feel good - certainly a damn sight better than Sonic's lowest points in history - and the grind almost disappears as minutes go by and I realise I'm just enjoying running for the pure sake of running. It's probably the most polished experience to have graced Roblox so far, an easy gateway drug to tempt newcomers to the platform. For Sonic fans, it's a glimpse at what could be possible with the hedgehog's future, if this is what Sonic Team's 'open zone' design is going for, albeit with more structure and actual challenges. And besides, it's free - surely it can't hurt to give it a spin?“

In der ersten Woche nach Veröffentlichung zählte Sonic Speed Simulator bereits 70 Millionen Spielsessions mit bis zu 275.000 online befindlichen Spielern gleichzeitig, was neue Rekorde auf Roblox aufstellte. In den ersten vier Monaten wurde das Spiel über 500 Millionen Mal gestartet und Joe Ferencz bezeichnete es als „the No. 1 branded game of all time on Roblox“. Im August 2024 erreichte Sonic Speed Simulator eine Milliarde Spielaufrufe.